# Видрашку, Паул
Паул Видрашку (рум. Paul Vidrașcu; 1901 — неизвестно) — румынский регбист, крыльевой. Бронзовый призёр летних Олимпийских игр 1924 года.

## Биография
Паул Видрашку родился в 1901 году.
Играл в регби за «Теннисный клуб Ромын» из Бухареста на позиции крыльевого.
В 1919 году играл за сборную Румынии в матче с США (0:21) на Межсоюзнических играх в Париже, где румыны стали третьими.
В 1924 году вошёл в состав сборной Румынии по регби на летних Олимпийских играх в Париже и завоевал бронзовую медаль. Провёл 2 матча, очков не набирал.
О дальнейшей жизни данных нет.

## Память
6 июня 2012 года в составе сборной Румынии, завоевавшей бронзу летних Олимпийских игр 1924 года, введён в Зал славы регби.